# Verenigde Staten v. Rogers
De zaak Verenigde Staten t. Rogers, 45 U.S. (4 How.) 567 (1846), was een zaak voor het Hooggerechtshof van de Verenigde Staten waarin het Hof oordeelde dat een blanke man die wordt geïntegreerd in een inheemse stam niet wordt vrijgesteld van de handhaving van de Amerikaanse wetten die moord verbieden.

## Feiten
William S. Rogers, een blanke man, werd in de staat Arkansas door een jury beschuldigd van moord op de blanke Jacob Nicholson. De moord vond plaats in het Indianenterritorium. Rogers beweerde dat hij was opgenomen in een lokale inheemse stam en dat hij vanwege zijn huwelijk met een inheemse vrouw lid was geworden van de Cherokee. Hij voerde tevens aan dat Nicholson eveneens lid was van de inheemse stam. Daardoor, zo beweerde Rogers, hadden de Verenigde Staten geen rechtsmacht om hem te vervolgen voor de moord op een andere Inheemse Amerikaan.

## Oordeel van het Hof
Opperrechter Roger Taney was de opsteller van het arrest van het Hof. Taney argumenteerde dat, niettegenstaande de verdragen tussen de Verenigde Staten en de Cherokee, Rogers nog steeds een Amerikaans staatsburger was. Welke verplichtingen en verantwoordelijkheden hij ook op zich nam door zijn integratie in de stam, zulke integratie in een inheemse stam deed zijn verplichtingen en verantwoordelijkheden ten aanzien van de Verenigde Staten niet teniet. Rogers was nog steeds een Amerikaans staatsburger en bleef daardoor onderworpen aan federale wetten die moord strafbaar stellen.